# Herreros de Suso
Herreros de Suso es un municipio de España perteneciente a la provincia de Ávila, en la comunidad autónoma de Castilla y León. Cuenta con una población de 140 habitantes (INE 2024).

## Símbolos
El escudo heráldico y la bandera que representan al municipio fueron aprobados oficialmente el 10 de septiembre de 1993. El escudo se blasona de la siguiente manera:

«Escudo partido. Primero, de gules con un martillo de oro, puesto sobre un yunque de plata rodeado de llamas. Segundo, cortado: Primero, partido de castilla y León; segundo, de Francia. Timbrado de la Corona Real Española.»
Boletín Oficial del Estado nº 305 de 22 de diciembre de 1993

La descripción textual de la bandera es la siguiente:

«Bandera cuadrada, gironada de rojo y amarillo, y al centro del escudo municipal en sus colores.»
Boletín Oficial del Estado nº 305 de 22 de diciembre de 1993

## Geografía
La localidad está situada a una altitud de 1009 m s. n. m.
| Noroeste: Narros del Castillo    | Norte: Narros del Castillo | Noreste: Vita      |
| Oeste: Blascomillán              |                            | Este: Vita         |
| Suroeste: San García de Ingelmos | Sur: Solana de Rioalmar    | Sureste: El Parral |

## Demografía
Herreros de Suso cuenta con una población de 140 habitantes (INE 2024).
| Gráfica de evolución demográfica de Herreros de Suso entre 1842 y 2021                                                |
| |
| Población de derecho según los censos de población del INE. Población de hecho según los censos de población del INE. |